# 모미야마 히메리
모미야마 히메리(일본어: 籾山 ひめり, 2004년 3월 22일~)는 일본의 여성 아이돌 가수이다. 현재 일본 여성 아이돌 그룹 타카네노 나데시코 소속으로 활동 중이다.